# Gnome et Rhône
La Société des moteurs Gnome et Rhône est une société française qui fabriqua des moteurs pour l'aviation, puis des motos et des bicyclettes jusque dans les années 1950. Elle était le résultat de la fusion en 1914 de la société Gnome, fondée sans référence à l'aviation le 6 juin 1905 par les demi-frères Louis et Laurent Seguin, avec son principal concurrent, la société Le Rhône, créée en 1897 et dirigée par Louis Verdet.
Durant l'entre-deux-guerres, l'entreprise est développée par son actionnaire majoritaire Paul-Louis Weiller pour devenir la plus grande entreprise de construction de moteurs d'avion d'Europe. Elle fut nationalisée à l'issue de la Seconde Guerre mondiale pour former la Snecma, fusionnée par la suite avec Sagem pour créer le groupe Safran en 2005.

## Aviation

### Moteurs Gnome

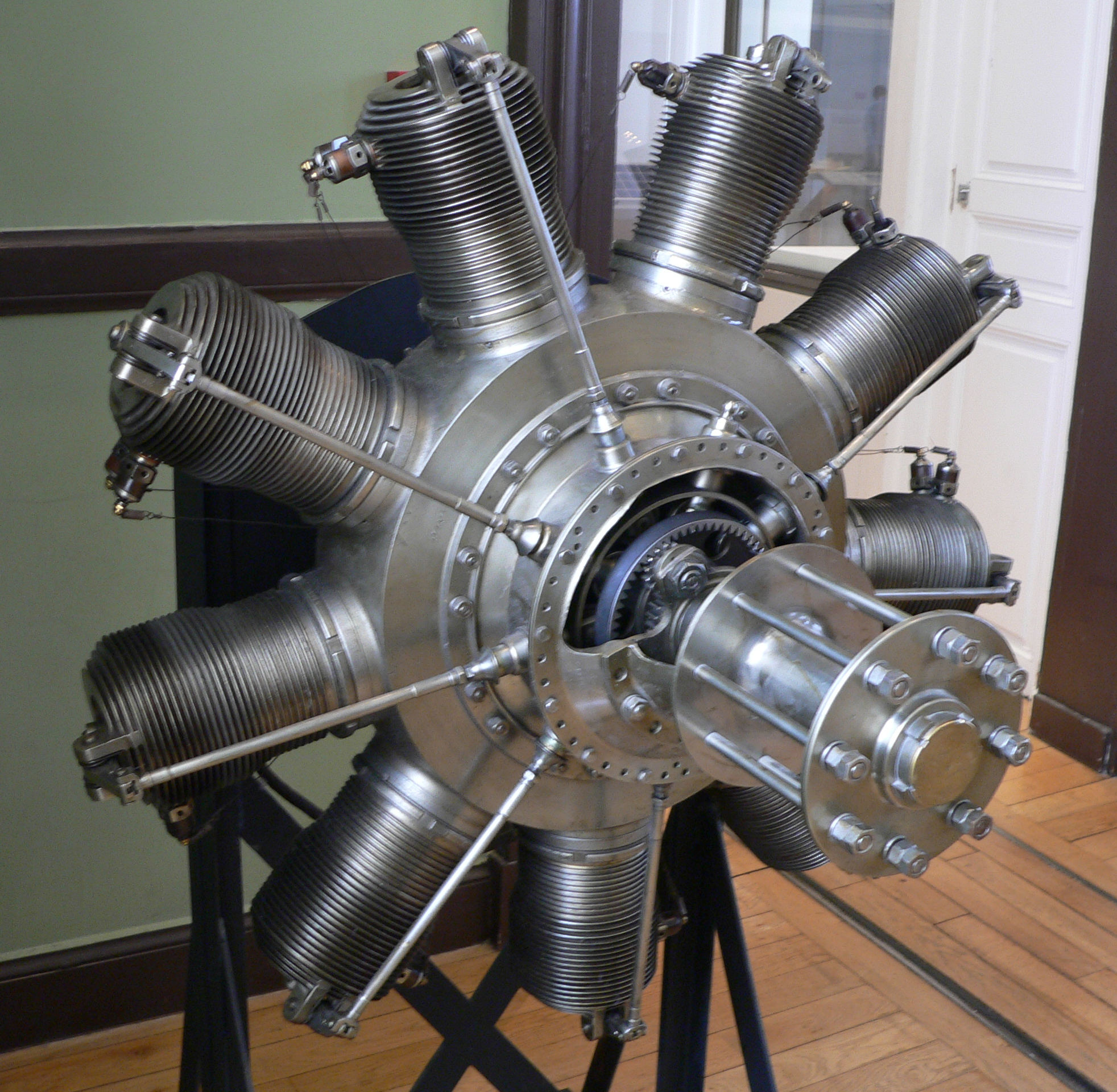
Gnome 9N « monosoupape » (1910).

Louis Seguin, ingénieur centralien, avait ouvert dès 1895 une usine à Gennevilliers, et acquis peu de temps après la licence du moteur GNOM conçu par la firme allemande Motorenfabrik Oberursel. Ce moteur à pétrole, monocylindre et très volumineux bien que de puissance modeste, était un moteur industriel destiné à l'entraînement de machines-outils dans les ateliers. En 1905, Louis Seguin fonde avec ses frères et leur cousin René Luquet de Saint Germain la Société anonyme des moteurs Gnome au capital de 600 000 francs, visant le marché des moteurs pour bateaux puis pour automobiles. Sous l'impulsion de Laurent, la firme fabrique dès 1908 un moteur d'aviation rotatif, c'est-à-dire ayant la particularité d'avoir un vilebrequin fixe : ce sont les cylindres du moteur, disposés en étoile, qui tournent autour.
Leur premier modèle conçu par Laurent Seguin de 1907 à 1908, sérialisé par René Luquet de Saint Germain à l'usine de Gennevilliers, tourne en 1909 : c'est le Gnome Omega de sept cylindres, pesant 75 kg et développant 50 ch, qui équipe le Farman III. Il permet à Henri Farman de dépasser les 100 km/h dès 1910 sur son avion Voisin.
Les premiers modèles de l'Omega utilisent un système d'admission du carburant depuis l'embiellage à travers le piston, évitant ainsi les mécanismes (cames, poussoirs et renvois) de commandes de soupapes et les pipes d'admission rotatives. Pour alléger la maintenance et diminuer la consommation, le moteur évolue avec une soupape d'échappement commandée et une admission par lumières à la périphérie du piston.
Ces moteurs, bien que simples, sont coûteux à fabriquer du fait de l'emploi de matériaux onéreux (aciers spéciaux), entièrement usinés. De plus, le principe même du moteur rotatif impose un équilibrage rigoureux de l'ensemble.
Le succès de l’Omega en 1910 tient à trois critères :
- Il est produit en série, à raison de 3 à 4 moteurs par jour. Les concurrents de la SMG en sont encore à l’étape des prototypes.
- Conséquence : il est vendu un prix attractif, 11 000 francs en 1910-1911.
- Ses nombreux succès en compétition.

### Moteurs Le Rhône

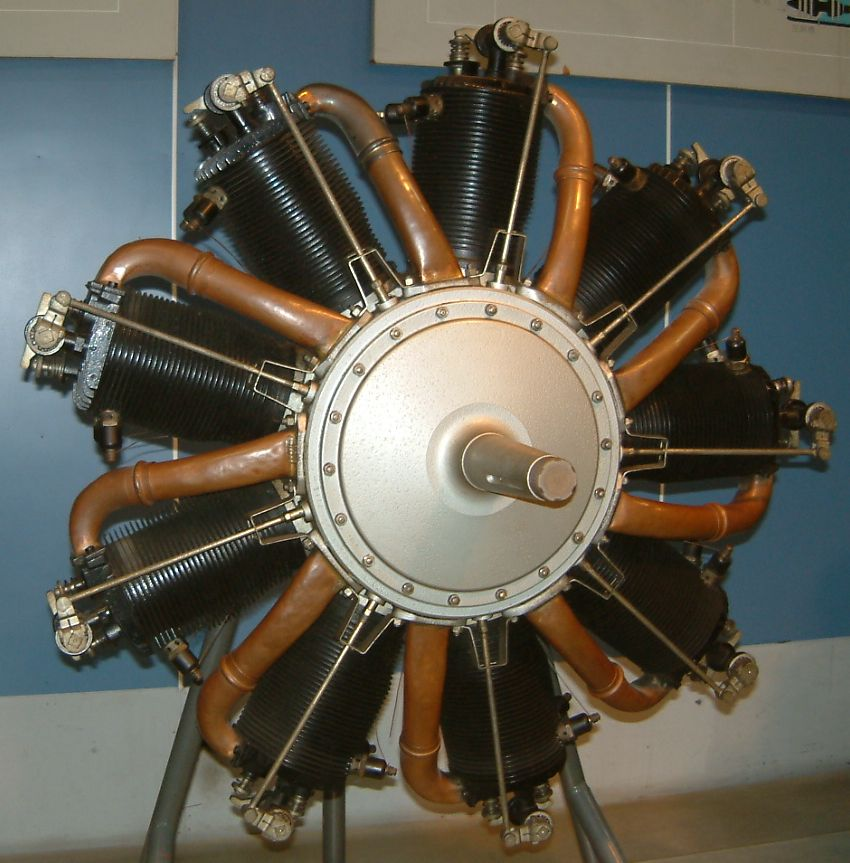
Le Rhône 9C (1913).

Louis Verdet, ingénieur des Arts et Métiers d'Aix en Provence diplômé en 1888, travaille chez Rossel-Peugeot et a l'ambition de développer un moteur rotatif en étoile dès le début de 1909. Le moteur Rossel-Peugeot, est ainsi présenté au 3e Salon de la navigation aérienne au Grand Palais à Paris fin 1910. Cette même année, il crée la Société des moteurs d'aviation Verdet et nomme son moteur « Le Rhône » en référence à ses origines et produit « Le Rhône 7A » de 50 ch dès 1910, puis « Le Rhône 7B ».
Il crée la Société des moteurs Le Rhône le  6 septembre 1912 à Montreuil en association avec Édouard Martin et fiabilise de façon déterminante son clone de l'Omega 7 de Gnome : deux soupapes commandées par cylindre et des pipes d'admission rotatives.
Le Rhône 9C de 80 ch et 10,89 L bat le record d'altitude à 6 150 m le  27 décembre 1913 et permet à Roland Garros de traverser la Méditerranée la même année. La société s'installe au no 68 du boulevard Kellermann à Paris.
Malgré les victoires, la capacité industrielle devient insuffisante et pousse Louis Verdet à se rapprocher de Gnome dont les bureaux d'étude fusionnent le  17 juin 1914.

### Fusion
Le 12 janvier 1915, la société Gnome absorbe la société Le Rhône pour former la « Société des moteurs Gnome et Rhône » qui produit 25 000 moteurs, plus 75 000 sous licence, pendant la Première Guerre mondiale. Son siège social est situé au 41, rue La Boétie à Paris. La technologie de Louis Verdet est perfectionnée pour la série 9 aboutissant au 9J de 110 ch.
Il est alors courant de voir des pilotes de chasse français, anglais ou américains, affronter leurs homologues allemands et autrichiens dans des avions équipés des mêmes 9J fabriqués sous licence par Oberursel ou par Chiribiri.
Comme de nombreuses autres entreprises, la société se retrouve en difficulté financière à la sortie de la Première Guerre mondiale. Un impôt particulièrement contraignant ruine les entreprises ayant prospéré grâce aux commandes de guerre. Lorraine-Dietrich et Renault retournent à leur production automobile, Clerget-Blin fait faillite. En 1922, Laurent et Amédée (le fils de Louis) Séguin sont évincés, tandis que la banque Bauer-Marchal prend le contrôle de la société.

### Moteurs en étoile

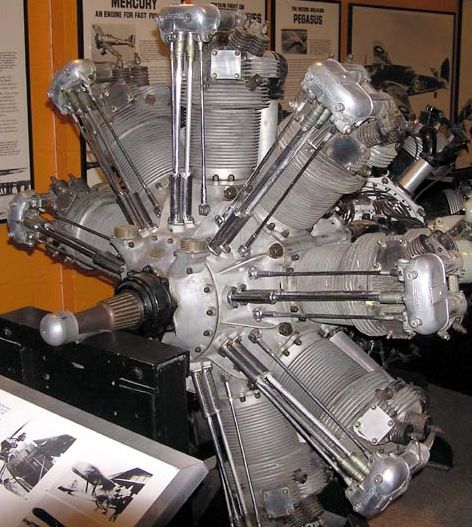
Moteur Bristol Jupiter (1921).

En 1921, la société achète la licence du moteur en étoile Jupiter, puis Titan, de la société Bristol (de nos jours Bristol Aeroplane Company). Elle ne tarde pas à en extrapoler ses propres productions, la série K qui sera un des grands succès de l'entre-deux-guerres : le 5K « Titan » de 260 ch, le 7 cylindres 7K « Titan Major » de 370 ch, le 9 cylindres 9K « Mistral » de 550 ch.
Suivront des moteurs en double étoile, le 14K « Mistral Major » de 625 ch en 1929, qui atteindra 1 025 ch avec un compresseur en 1933, et les 14N de 1 100 à 1 210 ch. Ils équiperont notamment les Bloch MB.210, Bloch MB.152, LeO 451 et Amiot 351. L'ultime développement en sera le 14R de 1 290 à 1 580 ch en 1940.
Pierre Clostermann rapporte que le moteur des chasseurs japonais « Zéro » n'était autre qu'un 14N fabriqué sous licence, mais faisant voler une cellule bien plus légère que les chasseurs Bloch 150 à 155. Cette opinion souvent reprise doit être très fortement nuancée, le moteur du Zéro étant une synthèse de solutions techniques d'origines très diverses, comme il fut constaté dès 1942 par les experts de la firme Curtiss-Wright (voir paragraphe « Licences » de la page Gnome et Rhône 14N)[pertinence contestée].

### Publication de périodiques
De 1928 à 1940, Gnome et Rhône ont publié une même revue bimestrielle ou trimestrielle qui a eu deux titres successifs : d'abord Gnome et Rhône du n°1, 1928 au n°42 décembre/janvier, 1934/1935, puis Plein Ciel du n°43, mars/avril 1935 au n°68, 1940.

### Seconde Guerre mondiale
Durant la Seconde Guerre mondiale, l'usine produisait des moteurs sous licence BMW. Elle était dirigée par Louis Verdier et Émile Germinet.
L'armée allemande réquisitionna un stock important de moteurs Mistral Major qui étaient restés inutilisés à la suite de la défaite de 1940 entraînant l'arrêt de la fabrication du chasseur Bloch 152. Ces ensembles moteurs et nacelles complets servirent à motoriser le monstrueux planeur Messerschmitt Me 323 Gigant pour en faire un avion de transport autonome. Il ne fallait pas moins de six moteurs, assistés par des fusées d'appoint (JATO) pour arracher du sol le Gigant, et même ainsi, il s'avérait pataud et sous-motorisé.
De 1940 à 1943, année au cours de laquelle les Allemands réquisitionneront les installations à leur profit, elle aura un atelier de montage de moteurs au sein de l'usine des papiers Peints Leroy, à Saint-Fargeau(-Ponthierry), en Seine-et-Marne.

### Nationalisation et création de la Snecma
En 1945, la société, qui souffre de retard technique après quatre ans d'occupation allemande et dont les usines sont détruites (bombardements alliés en 1944) est nationalisée, en même temps que plusieurs petits constructeurs (Gnome avait déjà pris le contrôle de Lorraine-Dietrich en 1941), et donne naissance à la Snecma, acronyme de « Société nationale d'étude et de construction de moteurs d'aviation ».
La Snecma tente sans succès de remettre en production la gamme d'avant-guerre et tourne la page des moteurs à pistons en produisant au début des années 1950 une petite série sous licence du Bristol Hercules destinée au Noratlas.

## Motos

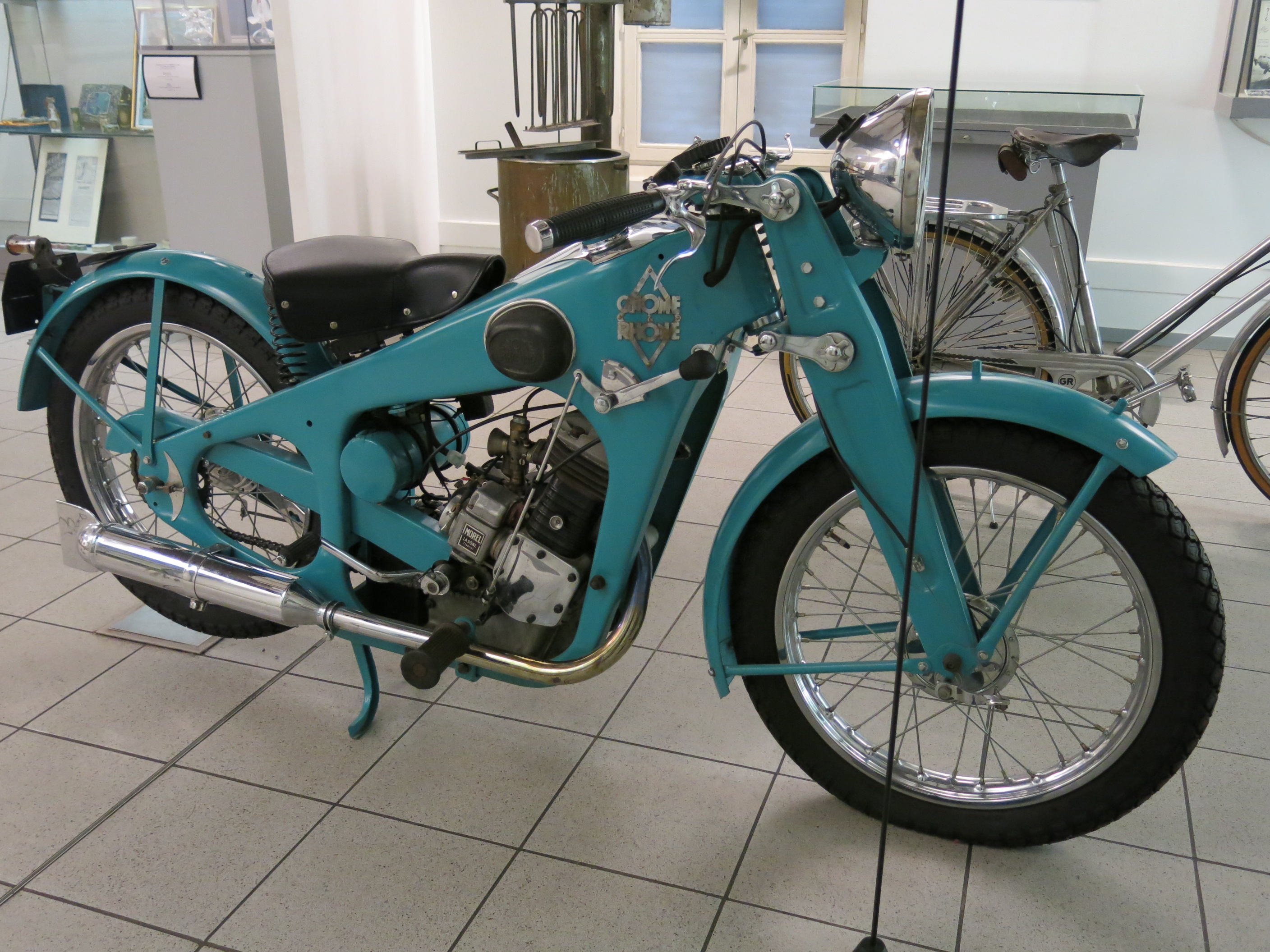
Une Junior de 1934 exposée au musée municipal d'Art et d'Histoire de Colombes.

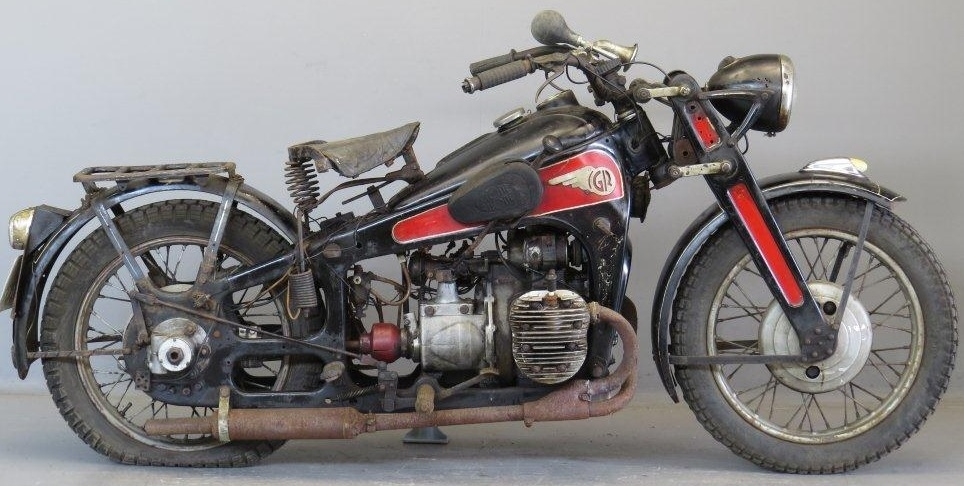
Une 800 XA2 de 1940.

À l'issue de la Première Guerre mondiale, la baisse des commandes militaires pousse la société à se diversifier, notamment dans la production de motos. Elle achète la licence des motos britanniques ABC Motors, les améliore et les fiabilise, avec leur bicylindre à plat culbuté et des suspensions avant et arrière, et produit environ 3 000 exemplaires de « Type A » entre 1920 et 1923. La Type A est le premier modèle de moto produit par Gnome et Rhône, puis à partir de 1923, l'entreprise produit ses propres motos équipées de moteurs allant du 175 cm3 2-temps (type « E ») au 4-temps de 500 cm3 à soupapes latérales (type « B », puis « C »).
En 1926, la type « D » est présentée. Les D2, D3 puis D4 sont équipées de moteurs monocylindres de 500 cm3 à soupapes en tête. Les D3 et D4 marquent l'apparition du réservoir en selle en 1928. Des machines de cylindrée plus modeste apparaissent comme la E3 (250 cm3 latérale), M1 (306 cm3 latérale), CM1 (350 cm3 culbutée), M2 et CM2.
Les cadres en tôle emboutie n'apparaissent qu'à partir de 1931 et concernent les Junior (250 latérale) Major (350 latérale), Super Major (350 culbutée), D5 (500 latérale), 500 V2 (latérale) puis CV2 (culbutée) ; ces deux dernières sont équipées d'un moteur à deux cylindres à plat (flat-twin) de 500 cm3.
À partir de 1935, apparaissent les modèles « X », d'abord la 750 X (culbutée) puis la 750 XA militaire (culbutée), avant les 800 XA2 puis AX2 (latérales).
Une version spéciale de la 750 X est préparée pour battre des records d'endurance. Baptisée « Jacqueline II » en hommage à l'épouse d'un dirigeant de la firme, elle permettra de remporter une moisson de records inégalée et d'asseoir la réputation de fiabilité de la marque. Réquisitionnée puis endommagée pendant la guerre (les passages d'huile avaient été volontairement sabotés) cette machine d'exception a été restaurée par le club d'enthousiastes de la marque et est régulièrement présentée lors de manifestations de motos de collection[réf. nécessaire].
En 1939, une moto d'escorte présidentielle voit le jour : la X40 (750 cm3 culbutée). Mélange d'AX2 et de X civile, elle est produite à une centaine d'exemplaires, dont cinquante sont livrés à la garde personnelle du chef de l'État pour l'escorte, et reste en service jusqu'en 1952, après avoir escorté  Philippe Pétain, Charles de Gaulle, et Vincent Auriol.
Pendant la Seconde Guerre mondiale, la 800 AX2 est également fabriquée  par les usines Terrot à Dijon. De nombreuses AX2 utilisées par l'armée allemande se retrouvent disséminées dans toute l'Europe. Après la guerre, la production est poursuivie par la Snecma. Ce seront les séries « R » et « L », équipées de moteurs 2-temps montés sur un cadre classique : R1 (100 cm3), R2, R3, R4 et R5 (125 cm3), L5 (175 cm3), LX5 (200 cm3). La production cessera définitivement en 1960[réf. souhaitée].

## Bicyclettes
Pendant l'occupation et jusqu'aux années 1950, la marque créa une gamme de vélos, majoritairement en Duralumin, un alliage très léger.